# 池原神社
池原神社（ちはらじんじゃ）は、岐阜県多治見市に鎮座する神社。

## 概要
元は大原村の村社であったが、可児郡小泉村の村社となる。現在は多治見市第二十三区（小泉小学校校区の内、大原町、小泉町、平井町、明和町など）の産土神となっている。
創建時期は不詳。池原氏（崇神天皇の皇子豊城入彦命の子孫の池原朝臣が創建したという。1873年（明治6年）大原村の村社となり、1928年（昭和3年）小泉村の村社となる。
元の鎮座地は多治見市大原町七丁目86であった。社殿の老朽化のため、1977年（昭和52年）に現在地へ遷宮。
元の鎮座地は大原老人憩いの家となっている。

## 祭神
- 豊城入彦命
- 大国主命

## 境内社
- 護国神社
- 池原恵比寿神社
- 津島神社

## 所在地
- 岐阜県多治見市大原町4丁目82-1